# Triple sec
Il triple sec è un liquore trasparente aromatizzato all'arancia con una gradazione alcolica intorno ai 25°, ma può raggiungere anche i 40-45°, come il Cointreau (che è a 40°). Fu prodotto per la prima volta in Francia nel 1834 da Jean Baptiste Combier a Saumur. Elemento essenziale di moltissimi cocktail, il triple sec è fatto con bucce di arance di Haiti essiccate al sole e poi immerse nell'alcool per ventiquattro ore. L'infuso così ottenuto si filtra e successivamente si distilla. La distillazione avviene in alambicchi di rame. In base al tipo di arance utilizzate, esistono varietà più o meno dolci.
Letteralmente Triple sec in francese significa ‘triplo secco’ che sta per tripla distillazione, ad indicare un prodotto di elevata qualità. 'Sec' in francese è un termine che rinvia infatti direttamente al processo e al prodotto della distillazione alcolica.
Nella mixologia è la variante più famosa e raffinata del liquore curaçao, del quale esistono numerose varianti, tra cui il blu curaçao (di colore blu e gusto più dolce), il bitter orange curaçao (di colore ambra/arancione e gusto più amaro), il dry curaçao (più secco). Le varianti red curaçao, green curaçao e yellow curaçao, un tempo sulle bottigliere di molti bar, non sono più in uso.

## Produttori

### Triple sec alcolico
- Triple sec Oranginette
- Aristocrat
- Ille-gal Triple sec
- Arrow
- Bandoler
- Bols
- Cointreau
- Curaçao
- DeKuyper
- Giffard
- Grand Marnier (simile al Triple Sec ma ricavato in maniera diversa e dal gusto più secco e deciso)
- GranGala
- Hiram Walker
- McGuinness
- Mathilde Orange X.O.
- Mohawk
- Mr. Boston
- Triplum Luxardo di casa Luxardo
- Triple Sec Isolabella di ILLVA Saronno S.p.A.
- Stock di casa Stock
- Caffo della distilleria Caffo
- Patrón Citrónge
- Rio Grande
- Mekong orange liqueur

### Triple sec non alcolico
- Toschi Vignola
- Arrow
- Franco's
- Rose's
- Monin
- Finest Call